# NGC 6283
NGC 6283 é uma galáxia espiral (S) localizada na direcção da constelação de Hercules. Possui uma declinação de +49° 55' 19" e uma ascensão recta de 16 horas, 59 minutos e 26,5 segundos.
A galáxia NGC 6283 foi descoberta em 13 de Abril de 1788 por William Herschel.